# Pernille Sams
Pernille Merete Sams (født 27. november 1959 i Kongens Lyngby) er en dansk ejendomsmægler og tidligere medlem af Folketinget for Det Konservative Folkeparti.
Sams blev student fra Frederiksborg Statsskole i 1978 og cand.jur. fra Københavns Universitet i 1984. I 1998 blev hun statsautoriseret ejendomsmægler.
I 1981-1987 arbejdede hun som jurist for den konservative folketingsgruppe, og fra 1984-1985 for de konservative medlemmer af Europa-Parlamentet. I 1986 blev hun ansat i arkitektfirmaet Arne Meldgaard, som hun blev direktør for året efter. 
Den politiske karriere begyndte i 1982, da hun blev medlem af Hillerød Kommunalbestyrelse. Det blev dog kun til en periode, inden hun i 1985 blev opstillet i Randerskredsen (Århus Amtskreds). Hun blev valgt til Folketinget 8. september 1987, og blev fra 1995 opstillet i Hillerødkredsen (Frederiksborg Amtskreds). Sams genopstillede ikke ved folketingsvalget 20. november 2001. 
I dag driver hun sit eget ejendomsmæglerfirma med speciale i liebhaverejendomme, og er blandt andet kendt fra TV 2-programmet Liebhaverne.
Hun sidder i bestyrelsen for Sund & Bælt Holding. I 1997 blev hun Ridder af Dannebrog.